# Wereldkampioenschappen noordse combinatie 2019
De wereldkampioenschappen noordse combinatie 2019 werden van 22 februari tot en met 2 maart 2019 gehouden in Seefeld.

## Wedstrijdschema
| Datum       | Tijd          | Onderdeel            | Detail                    |
| ----------- | ------------- | -------------------- | ------------------------- |
| 22 februari | 10:30 & 16:15 | Gundersen LH (HS130) | HS130 + 10 kilometer      |
| 24 februari | 10:30 & 13:30 | Teamsprint           | HS130 + 2 x 7,5 kilometer |
| 28 februari | 11:00 & 15:15 | Gundersen NH (HS109) | HS109 + 10 kilometer      |
| 2 maart     | 11:00 & 14:45 | Team                 | HS109 + 4 x 5 kilometer   |

De letters NH en LH staan respectievelijk voor Normal Hill (normale schans) en Large Hill (grote schans). De letters HS staan voor Hillsize waarbij HS109 en HS130 staat voor de afstand in meters van punt van afsprong (de schans) tot het 32-gradenpunt op de landingshelling. Dit punt ligt op elke schans weer anders.

## Uitslagen

### Gundersen
| HS109 + 10 kilometer | HS109 + 10 kilometer | HS109 + 10 kilometer | HS109 + 10 kilometer |
| #                    | Naam                 | Land                 | Tijd                 |
| -------------------- | -------------------- | -------------------- | -------------------- |
| Goud                 | Jarl Magnus Riiber   | NOR                  | 25.01,3              |
| Zilver               | Bernhard Gruber      | AUT                  | + 1,4                |
| Brons                | Akito Watabe         | JPN                  | + 4,6                |
| 4                    | Franz-Josef Rehrl    | AUT                  | + 29,8               |
| 5                    | Ilkka Herola         | FIN                  | + 36,4               |
| 6                    | Espen Bjørnstad      | NOR                  | + 41,4               |
| 7                    | Mario Seidl          | AUT                  | + 44,3               |
| 8                    | Johannes Rydzek      | GER                  | + 53,8               |
| 9                    | Jørgen Gråbak        | NOR                  | + 1.10,5             |
| 10                   | Leevi Mutru          | FIN                  | + 1.12,6             |

| HS130 + 10 kilometer | HS130 + 10 kilometer | HS130 + 10 kilometer | HS130 + 10 kilometer |
| #                    | Naam                 | Land                 | Tijd                 |
| -------------------- | -------------------- | -------------------- | -------------------- |
| Goud                 | Eric Frenzel         | GER                  | 23.43,0              |
| Zilver               | Jan Schmid           | NOR                  | + 4,3                |
| Brons                | Franz-Josef Rehrl    | AUT                  | + 8,7                |
| 4                    | Mario Seidl          | AUT                  | + 15,3               |
| 5                    | Jarl Magnus Riiber   | NOR                  | + 20,9               |
| 6                    | Akito Watabe         | JPN                  | + 22,0               |
| 7                    | Fabian Rießle        | GER                  | + 22,3               |
| 8                    | Antoine Gérard       | FRA                  | + 29,6               |
| 9                    | Johannes Rydzek      | GER                  | + 36,1               |
| 10                   | Bernhard Gruber      | AUT                  | + 58,6               |

### Team
| HS109 + 4×5 kilometer | HS109 + 4×5 kilometer                                             | HS109 + 4×5 kilometer | HS109 + 4×5 kilometer |
| #                     | Naam                                                              | Land                  | Tijd                  |
| --------------------- | ----------------------------------------------------------------- | --------------------- | --------------------- |
| Goud                  | Espen Bjørnstad Jan Schmid Jørgen Gråbak Jarl Magnus Riiber       | NOR                   | 50.15,5               |
| Zilver                | Johannes Rydzek Eric Frenzel Fabian Rießle Vinzenz Geiger         | GER                   | + 1,0                 |
| Brons                 | Bernhard Gruber Mario Seidl Franz-Josef Rehrl Lukas Klapfer       | AUT                   | + 5,0                 |
| 4                     | Go Yamamoto Yoshito Watabe Hideaki Nagai Akito Watabe             | JPN                   | + 28,7                |
| 5                     | Arttu Mäkiaho Leevi Mutru Ilkka Herola Eero Hirvonen              | FIN                   | + 1.09,6              |
| 6                     | Laurent Muhlethaler Maxime Laheurte François Braud Antoine Gérard | FRA                   | + 1.12,0              |
| 7                     | Raffaele Buzzi Aaron Kostner Samuel Costa Alessandro Pittin       | ITA                   | + 2.39,1              |
| 8                     | Adam Cieślar Paweł Twardosz Szczepan Kupczak Paweł Słowiok        | POL                   | + 2.54,0              |
| 9                     | Tomáš Portyk Lukáš Daněk Jan Vytrval Ondřej Pažout                | CZE                   | + 4.27,6              |
| 10                    | Taylor Fletcher Grant Andrews Jared Shumate Ben Loomis            | USA                   | + 6.49,7              |

### Teamsprint
| HS130 + 2×7,5 kilometer | HS130 + 2×7,5 kilometer           | HS130 + 2×7,5 kilometer | HS130 + 2×7,5 kilometer |
| #                       | Naam                              | Land                    | Tijd                    |
| ----------------------- | --------------------------------- | ----------------------- | ----------------------- |
| Goud                    | Eric Frenzel Fabian Rießle        | GER                     | 28.29,5                 |
| Zilver                  | Jan Schmid Jarl Magnus Riiber     | NOR                     | + 8,2                   |
| Brons                   | Franz-Josef Rehrl Bernhard Gruber | AUT                     | + 9,2                   |
| 4                       | Yoshito Watabe Akito Watabe       | JPN                     | + 56,4                  |
| 5                       | Aaron Kostner Alessandro Pittin   | ITA                     | + 1.37,1                |
| 6                       | Antoine Gérard Maxime Laheurte    | FRA                     | + 1.44,6                |
| 7                       | Ilkka Herola Eero Hirvonen        | FIN                     | + 2.03,1                |
| 8                       | Szczepan Kupczak Paweł Słowiok    | POL                     | + 2.30,4                |
| 9                       | Taylor Fletcher Ben Loomis        | USA                     | + 2.56,8                |
| 10                      | Jan Vytrval Tomáš Portýk          | CZE                     | + 3.34,5                |

### Medailleklassement
| Plaats | Land       | Goud | Zilver | Brons | Totaal |
| 1      | Noorwegen  | 2    | 2      | 0     | 4      |
| 2      | Duitsland  | 2    | 1      | 0     | 3      |
| 3      | Oostenrijk | 0    | 1      | 3     | 4      |
| 4      | Japan      | 0    | 0      | 1     | 1      |
| Totaal | Totaal     | 4    | 4      | 4     | 12     |